# Ливанский поход греческих повстанцев (1826)
Ливанский поход  (греч.  Εκστρατεία στο Λίβανο) — эпизод Освободительной войны Греции (1821—1829).
Учитывая то, что поход состоялся в критический для судьбы восстания и «кошмарный для (греческого) правительства» 1826 год, этот заморский поход, как минимум, вызывает недоумение греческих историков, в то время как Апо́столос Вакало́пулос именует поход авантюристской операцией греков в Ливане, а Эммануил Протопсалтис произвольным (от произвола) налётом греков против Ливана.

## Идеологические предпосылки похода в Ливан
Ещё в конце XVIII века, воодушевлённый идеалами Французской революции, Ригас Фереос, греческий поэт и руководитель революционной организации, в своих планах предполагал совместное восстание порабощённых османами народов.
В своём «Военном гимне», Ригас призывал:
На Востоке и Западе, на Юге и Севере,
За Отечество все, сердцем единым
В Вере своей пусть каждый свободным живёт
К воинской славе устремимся все вместе
Болгары и арнауты, армяне и ромеи,
Арапы и белые, в порыве едином
За Свободу опоясанные мечами
Планы Ригаса были прерваны, после того как он и его товарищи были выданы австрийскими властями туркам и умерщвлены в Белграде.
Следуя идеям Ригаса, все последующие греческие революционные организации, в планах греческих восстаний, предусматривали и восстания других порабощённых народов.
Революционная организация Филики этерия, подготовившая Освободительную войну Греции (1821—1829), не ограничилась подготовкой восстания в греческих землях.
Её решение начать военные действия в полуавтономных Дунайских княжествах, не в последнюю очередь было обусловлено планами с боем пройти до Эгейского моря, поднимая восстания балканских народов. Эти планы были прерваны поражением гетеристов в Дунайских княжествах, после чего в восстание не включилась ни Сербия, на которую гетеристы возлагали особые надежды, ни другие порабощённые народы Османской империи.
Однако поражение гетеристов не прервало восстание греков, затронув греческие земли от Крита на юге, до Македонии на севере, оставив по объективным причинам вне военных действий Кипр, Малую Азию и Понт.
Но восставшая Греция по-прежнему питала надежды на восстания других народов империи и в эти надежды вписывается и попытка создания «греко-сирийсколиванского союза против турок», как его именует историк XX века Спирос Лукатос.

## Предыстория похода в Ливан
25 октября 1824 года перед греческим временным правительством предстал македонянин Эвстратиос (Хадзистатис) Резис, который будучи купцом в Ливане, имел большие знакомства с деловыми и конфессиональными кругами Ливана и Сирии.
Резис утверждал, что он является представителем ливанского эмира Башира и представил (устно) предложения о союзе Ливана с восставшей Грецией, с конечной целью освобождения Ливана и Сирии от османского ига.
Однако он не смог подтвердить сказанное документами, заявив что потерял послания в ходе своего путешествия.
Согласно утверждениям Резиса, сразу после получению греческой поддержки с моря, Башир был намерен выступить против турок в Ливане, после чего послал бы в помощь сражающейся Греции свою кавалерию.
Резис просил у правительства послать в помощь Ливану 3 тысячи бойцов и 20 кораблей, оценивая ответную помощь Ливана в (маловероятную цифру) 200 тысяч солдат и указывая, что одновременно с экспедицией в Ливан, будет освобождён и Кипр.
Временное правительство первоначально приняло предложение, назначив в состав своей делегации в Ливан Резиса, Антониса Дзуниса (сменив его позже епископом Григорием Евдокиадским) и киприота Хараламбоса Малиса.
Однако решения по ливанскому вопросу принимались невероятно медленно — правительство было занято первоочередными задачами.
Лишь 13 июля 1825 года, правительство поручило Резису сопроводить делегацию в Ливан, снабдив его письмами эмиру Баширу, религиозным деятелям Ливана, вождям племён и знати.
Одновременно, по инициативе Александра Маврокордатоса и для оказания содействия экспедиции, были посланы письма патриарху Антиохии Мефодию Наксийскому и Кипра Дамаскину, а также их митрополитам.

### Кипрский фактор
В отличие от материковой Греции с её клефтами и островов Архипелага с их торговыми флотами и опытом войны на море, Кипр не располагал ни оружием ни опытом вооружённой борьбы.
По этой причине, кипрские беженцы находившиеся на Пелопоннесе и возлагавшие свои надежды на освобождение Кипра на помощь из Пелопоннеса, с воодушевлением приняли предложение о походе в Ливан, который мог перерасти в военную экспедицию на близлежащий Кипр.
Подыгрывая этим настроениям, Резис в своём письме правительству от 5 октября 1825 года прямым образом связывал экспедицию в Ливан с возможностью начать военные операции на Кипре.
Ему вторил киприот Хараламбос Малис, трижды пославший доклад в поддержку экспедиции А. Маврокордатосу: в августе 1824 года, 13 и 17 февраля 1825 года.
Малис был включён в состав делегации посланной в горы Ливана с целью прозондировать обстановку на месте.
Однако после того как делегация отказалась от первоначального намерения посетить также Кипр, Малис вышел из состава делегации и вернулся на Пелопоннес.

## Поход как частная инициатива
Переговоры в горах Ливана затянулись, после чего и учитывая развитие египетского вторжения на Пелопоннес, греческое правительство свернуло переговоры и делегация вернулась в Нафплион.
После того как временное правительство отказалось от идеи похода в Ливан, греческие военачальники Михалис Далианис, Николаос Криезьотис и его черногорский побратим
Васос Мувровуниотис (Васо Брайович), посвящённые в первоначальные планы, приняли решение совершить поход самостоятельно, на свой страх и риск, но и на свои деньги.
Киприот Харалампос Малис, который был одним из первых инициаторов похода, воспротивился их решению и 29 января 1826 года объявил правительству о готовившемся в тайне походе и потребовал принять меры против главного зачинщика, Михалиса Далианиса.
Греческие историки, при всём его чрезмерном энтузиазме, отказываются именовать Далианиса авантюристом, поскольку будучи богатым купцом, он отдал всё своё состояние освободительной войне, содержал на свои деньги кавалерийский отряд и в мае 1827 года, вместе со своими всадниками, отдал свою жизнь за свободу Отечества у Франгокастело на Крите.
Правительство направило письма судовладельцам островов Идра, Спеце и Псара, с тем чтобы они отказались предоставить Далианису суда, а также Теодору Колокотронису, с тем чтобы он отговорил военачальников от затеи.
Однако Далианис, располагая финансами для похода, ответил что Кипр не является целью экспедиции, что он осуществляет первоначальный план правительства и продолжил подготовку к походу.

## Подготовка к походу
Далианис, Криезьотис и Мавровуниотис назначили местом сбора остров Кеа и обратились с призывом вступить в экспедиционный корпус к военачальникам и рядовым бойцам иррегулярных отрядов, информируя их что целью экспедиции было оказать помощь эмиру Баширу, с тем чтобы поднять восстание христиан Сирии.
На их призыв откликнулись военачальники Ставрос Лиакопулос и Хадзистефанис Вулгарис и десятки рядовых бойцов, многие из которых однако были деклассированными элементами.
С декабря 1825 года до февраля 1826 года на Кеа собрались до 2 тысяч бойцов, которые однако во многих случаях подвергли местных жителей актам произвола.

## Ливан
Экспедиционный корпус отбыл в Ливан в конце февраля 1826 года, на 14 вооружённых торговых судах, все с острова Спеце, и высадился у Бейрута в начале марта.
Греческие повстанцы заняли укреплённую башню и несколько домов на побережье, но их никто не ждал. Разрешая вопросы своего пропитания, они реквизировали у местных жителей скот и продовольствие, что часто перерастало просто в мародёрство.
Военачальники вступили в контакт с эмиром Баширом, но не владели тонкостями сложных межэтнических и конфессиональных реалий Ливана, как и роли эмира Башира в них, а также его отношений с османскими властями.
Между тем эмир Башир, был тем правителем, которому с началом Освободительной войны Греции, османские власти поручили укрепить прибрежные города Сирии и Ливана и разоружить христиан в этой провинции, а затем в период 1821—1825 годов поддержали его в противостоянии с друзами, в частности предоставив ему в январе 1825 года в подкрепление 500 иррегулярных арнаутов.
Эмир Башир вёл себя осторожно. Вынашивал ли он в действительности сепаратистские планы или нет, прибытие маленького экспедиционного корпуса не убедило его в серьёзных намерениях временного греческого правительства. Не исключено также что Башир располагал информацией о том, что экспедиция состоялась вопреки последним указаниям греческого правительства.
Башир потребовал верительные грамоты греческого правительства, которыми военачальники не располагали.
Не получив грамот, Башир потребовал чтобы экспедиционный корпус немедленно покинул Ливан.
Более того, Д. Фотиадис пишет, что экспедиционный корпус подвергся атаке сил Башира:Г-180, что вписывается в возложенные османами на эмира задачи по защите побережья Сирии и Ливана.
25 марта экспедиционный корпус покинул Ливан и, оставшись без достаточного продовольствия для совершения перехода в Архипелаг, направился к Кипру.

## Кипр
200 повстанцев высадились в Агиа Напа между Фамагустой и Ларнакой, вступив в бой с турецким гарнизоном, потери которого, согласно заявлению голландского консула, насчитывали 15 убитых. Но присутствие на Кипре, кроме турецких гарнизонов, больших албанских сил исключало возможность экспедиционному корпусу закрепиться на острове. Погрузив на корабли свои трофеи, корпус отбыл с Кипра. Однако при отбытии бойцы корпуса отличились в экспроприации животных и продовольствия у местного населения, как у турецкого, так и у греческого. Ответных турецких репрессий против греческого населения в ответ на налёт греческого экспедиционного корпуса удалось избежать, благодаря вмешательству египтянина губернатора
Оставив Кипр, корпус продолжил свои перипетии у берегов Киликии, где действуя как пираты, повстанцы взяли на абордаж и захватили австрийское торговое судно с тканями из сирийского Алеппо.
После чего корпус направился к греческому Архипелагу, завершив таким образом бесславно свой поход в Ливан.

## Ливанское фиаско как спасение единственного полка регулярной армии
В период ливанского похода, единственный регулярный полк греческих повстанцев, под командование французского полковника Шарля Фавье, высадился на юге острова Эвбея и осадил крепость Каристос.
Однако Фавье не только не сумел взять крепость, но его полку угрожало полное уничтожение.
Неудача ливанской авантюры оказалась спасительной для полка Фавье.
Поскольку Н. Криезьотис и его бойцы были родом с острова Эвбея, также как и большинство бойцов В. Мавровуниотиса, возвращаясь из Ливана, экспедиционный корпус направлялся к Эвбее.
Сам спасшийся чудом, ливанский корпус, в последний момент, 29 марта с боем дал возможность частям Фавье, вместе с единственным регулярным «полком» греческой армии, сесть на корабли и высадиться в Аттике:Г-180.

## Оценки похода
Согласно историкам, сама идея ливанского похода выглядела отличной. Поход создавал отвлекающий фронт и вовлекал в войну против осман новые силы.
Но медлительность и нерешительность временного греческого правительства привели к тому, что поход состоялся в одном из наиболее тяжёлых периодов Освободительной войны, когда египетская армия Ибрагима приступила к покорению Пелопоннеса, а затем прибыла на помощь к султанской армии Кютахьи (Решид Мехмед-паша), осаждавшей Месолонгион, к тому же уже не под эгидой греческого правительства, а по частной инициативе трёх военачальников.
Поход был плохо организован, не было единого командования, в составе экспедиционного корпуса было много авантюристов. 
Но самым существенным минусом экспедиции, было то что она состоялась в неподходящий момент. Сегодня высказываются мнения, что если бы экспедиция состоялась в период 1821—1822 годов, у неё была бы реальная перспектива открыть второй фронт против Османской империи на Ближнем Востоке, однако это был период утверждения восстания в греческих землях.